# Kale baardspinnendoder
De kale baardspinnendoder (Deuteragenia bifasciata) is een vliesvleugelig insect uit de familie van de spinnendoders (Pompilidae). De wetenschappelijke naam van de soort is voor het eerst geldig gepubliceerd in 1785 door Étienne Louis Geoffroy.